# Сецесія плебеїв
Сецесія плебеїв (лат. secessio plebis, досл. «відокремлення плебеїв») — подібна до загального страйку соціальна боротьба плебеїв з патриціями у ранній період Римської республіки. Деякі дослідники вважають ці виступи плебеїв одними з перших задокументованих страйків в історії, або ранньою формою загального страйку. Спочатку лише патриції були повноправними римськими громадянами. Зокрема, лише вони могли бути обрані на різні посади шляхом «народних виборів» у судовій системі Риму (квестори, претори, консули тощо). Оскільки виконання цих функцій було звичайним способом досягти римського сенату, виключення плебеїв означало, що вони на практиці були виключені з усіх позицій влади чи впливу на політичне та законодавче життя республіки (деякий час існувала заборона на шлюб між патриціями і плебеями).
Під час сецесії плебеї масово переставали виконувати свої обов'язки та/або роботу. Оскільки саме вони підтримували життя міста, такий «страйк» означав параліч міста. Окрім того, плебеї покинули місто і оголосили про свій намір утворити нову громаду на околиці Риму.
Різні автори мають різне уявлення про те, скільки було сецесій, починаючи з 494 року до н. е. Наприклад, Тіт Лівій визнає декілька сецесій, британський історик Говард Скаллард припускає, що «традиція фіксує п'ять таких сецесій між 494 до н. е. та 287 до н.е…».

## Сецесія 494 до н. е.
У 494 до н. е. Рим відчув загрозу з боку еквів та вольськів і хотів зібрати армію. У той же час тривала економічна криза і багато плебеїв були в боргах. Згідно з тогочасним римським правом, несплата боргу перетворювала боржника на раба кредитора. Плебеї відмовлялись вступати в армію, якщо цей закон не буде змінено. Патриції прийняли цю вимогу. Однак, як тільки небезпека минула, вони відмовилися від цього.
Як наслідок, плебеї покинули Рим і пішли на Священну гору. Рим був паралізований і патриції були змушені поступитися. Конфлікт було вирішено наступною угодою:
- запроваджувалися дві посади трибунів від плебсу (народних трибунів) (лат. tribuni plebis), що ставали звичайними магістратами з правом вето на будь-які дії сенату або інших магістратів, які завдають шкоди плебеям, і з правом надавати допомогу будь-якому плебею в біді.[3][4]
- приймається законність виключно плебейських зборів[en] (лат. concilium plebis).[джерело?]

## Сецесія 449 до н. е.
У V ст. до н. е. римляни продовжували користуватися т. зв. звичаєвим правом, яке ніде не було записане, а тому довільно трактувалося суддями і адвокатами, які були виключно патриціями. На практиці це означало, що в багатьох випадках конфлікту між плебеями та патриціями адвокати та судді «забували» або тлумачили закони найбільш зручним для них способами.
В 450 р. до н. е.  було вирішено призначити децемвірів з консульською владою, яким було доручено скласти письмовий кодекс законів (який пізніше отримав назву «Закони Дванадцяти таблиць»). Комісії було надано один рік, протягом якого державні посади були призупинені. Децемвіри також були звільнені від оскарження. Після написання низки законів, вони не пішли у відставку по завершенню терміну повноважень, а натомість продовжували утримувати свою владу. 
Друга сецесія плебеїв була спричинена зловживаннями децемвірів: зокрема, вони вбили евоката, колишнього плебейського трибуна, який їх критикував. А один з децемвірів, Аппій Клавдій Красс, намагався змусити жінку Віргінію вийти за нього заміж. Щоб запобігти цьому, батько вдарив її ножем і прокляв Аппія Клавдія Красса. У натовпі, що став свідком інциденту, почалися заворушення, які швидко перекинувся на армію, що отаборилася за містом. 
Натовп пішов на пагорб Авентін. Сенат тиснув на децемвірів, щоб вони пішли у відставку, але ті відмовилися. Тоді плебеї вирішили знову піти на Священну гору, як і під час першої сецесії. Сенат звинуватив децемвірів у новій сецесії і зумів домогтися їх повної відставки. Було обрано двох представників від сенаторів, Луція Валерія Потіта та Марка Горація Барбата, щоб зустрітися з народом для переговорів. Плебеї, які зібралися на Священній горі, вимагали призначення нових плебейських трибунів і відновлення права на апеляцію, які були призупинені під час правління децемвірів. Коли сенатська делегація погодились з цими умовами, плебеї повернулися на Авентін і обрали своїх трибунів.
Луцій Валерій Потіт і Марк Горацій Барбат стали консулами 449 до н. е. Вони запровадили нові закони, які розширили політичні права плебеїв. У законах Валерія та Горація (lex Valeria Horatia de plebiscìtis) передбачалося, що закони, прийняті Плебейською радою, були обов'язковими для всіх римських громадян (як патриціїв, так і плебеїв),[джерело?] незважаючи на небажання патриціїв дотримуватися виконання загального права. Однак, після ухвалення ці закони мали отримати схвалення сенату. Це означало, що сенат мав право вето на закони, прийняті плебеями. Lex Valeria Horatia de senatus consulta постановив, що укази сенату повинні зберігатися в храмі Церери плебейськими еділами (помічниками плебейських трибунів). Це означало, що плебейські трибуни та еділи мали знання про ці укази, які раніше були привілейованими. Таким чином, укази увійшли в суспільне надбання. У минулому консули мали звичку придушувати або змінювати їх. Lex Valeria Horatia de provocatio забороняв створення державних установ, які не підлягали оскарженню.

## Сецесія 448 р. до Р.Х.
Було досягнуто, що два консули чергуються рік за роком з двома tribuni militum consulari potestate (військовий трибун з консульською владою), з яких один може бути плебеєм, але ця посада не надавала «consularis» (необхідно для вступу до Сенату).

## Сецесія 445р. до Р. Х.
У рамках процесу створення Дванадцяти таблиць римського права другий децемвірат наклав суворі обмеження на плебейський орден, включаючи заборону на змішані шлюби патриціїв і плебеїв. Гай Канулей, один із трибунів плебеїв в 445 р. до н.е., запропонував скасувати цей закон. Консули різко виступали проти Канулея, стверджуючи, що трибун пропонував не що інше, як руйнування соціальної та моральної структури Риму в той час, коли місто зіткнулося із зовнішніми загрозами.
Не злякавшись, Канулей нагадав людям про численні внески римлян з низьким походженням і вказав, що Сенат охоче надав римське громадянство переможеним ворогам стверджуючи, що шлюб патриціїв і плебеїв буде шкідливим для держави. Потім він запропонував, що закон слід було змінити, щоб дозволити плебеям займати консульство; всі трибуни, крім одного, підтримали це.
Зауваження консула про те, що діти від змішаних шлюбів можуть викликати невдоволення богів, розпалило плебеїв до військового удару, відмовляючись захищати місто від нападу сусідів. Це змусило консулів поступитися їхнім вимогам, дозволивши проголосувати за початкову пропозицію Канулея. Таким чином була скасована заборона на змішані шлюби між патриціями і плебеями.
Проте пропозиція, дозволу плебеям балотуватися на посаду консула, не була винесена на голосування, загрожуючи радикальним загостренням конфлікту між плебейськими зборами та сенатом патриція. Натомість був запропонований компроміс, що військові трибуни з консульською владою можуть бути обрані з будь-якого ордену. Ця пропозиція була добре сприйнята, і на наступний рік були обрані перші консульські трибуни.

## Сецесія 367 року до н.е
Lex de aere alieno. Закон про борги.
Законом передбачено, що відсотки, сплачені за боргом, відображаються як погашення основної суми боргу, а оплата кредиту, що залишилася, ділиться на три рівні платежі, які сплачуються щорічно. Загалом борги є однією з головних проблем серед плебеїв, особливо дрібних фермерів. Це призвело до конфліктів із патриціями — власниками великих маєтків і кредиторами селян, які в свою чергу не могли повернути свої позики.
Lex de modo agrorum. Закон про землю. Закони Ліцинія і Секстія дозволяли плебеям набувати ager publicus і обмежували процес розширення їх власності на патриціїв. Обмеження поголів'я худоби та розміру пасовищ на державних землях пов'язані з тим, що чим більше випасу худоби, тим більше необхідна територія, і, як наслідок, зменшуються потенційні земельні володіння плебеїв. Для перерозподілу землі був створений комітет із трьох осіб — «Триумвірат». Після ухвалення закону плебеї отримали 7 угерів ділянки.
Lex de consule altero ex plebe. Закон про магістратури. Закон передбачає скасування військових трибунів з консульськими повноваженнями. Натомість римському суспільству довелося повернутися до практики призначення консулів, але тепер одним із них мав бути плебеєм. Претор тепер відомий як друга посада після консула, до якої входять суди, провадження кримінальних процесів та призначання суддів у цивільних справах. Спочатку магістратами претора були патриції. Лише в 337 р. до н.е. плебеям було надано доступ до інституту претори. Першим плебеєм претором був Квінт Публій Філон. Закон також передбачав створення патриціанської магістратури едилів, після його прийняття в Римі було обрано двох плебеїв і двох патриціїв.

## Сецесія 287 року до н.е
Останній протест плебеїв, який досяг успіху у поширенні на плебеїв політичних прав приймати закони, чим завершив громадське протистояння між ними і патриціями.
В 290 до н. е. римські армії на чолі з консулами Манієм Курієм Дентатом і Публієм Корнелієм Руфіном захопили у сабінян значні території на рівнинах Рієті та Амітерн. Після війни землі були роздані виключно патриціям, як повноцінним громадянам. Тим часом, плебейські фермери, багато з яких брали участь у війні, відчували труднощі з погашенням боргів. Невдоволення плебеїв переросло у протест, і, цього разу, вони зібралися на пагорбі Янікул. Для вирішення конфлікту, диктатором був призначений плебей Квінт Гортензій, який переконав натовп припинити сецесію. Невдовзі після цього, Гортензій оприлюднив закон Lex Hortensia, який встановлював, що відтепер рішення Консиліумів плебеїв (лат. Consilia plebis) отримують силу закону і стають обов'язковими для всіх римських громадян, включаючи патриціїв. Новий закон остаточно усунув політичну диспропорцію між двома станами, припинивши складний конфлікт, що тривав понад двісті років. Ця подія, хоча й далека від вирішення всієї економічної та соціальної нерівності між патриціями та плебеями, стала важливою поворотною точкою в історії римського народовладдя, оскільки започаткувала формування нового типу патриціано-плебейської знаті — нобілітет (лат. nobilitas),[джерело?] що забезпечувала спадкоємність в управлінні республіки, становила один з основних елементів сили її економічної та військової експансії.